# Mérovée
Pour les articles homonymes, voir Mérovée (homonymie).
Mérovée (ou encore Merowig, Mérovech) est considéré comme le deuxième roi des Francs saliens. Son existence est entourée de tant d'obscurité que certains historiens en ont fait un roi légendaire.
Mérovée a donné son nom à la dynastie des Mérovingiens. Les rois mérovingiens n'ont jamais contesté son existence et se glorifièrent d'appartenir à sa lignée.

## Biographie

### Nom
Le nom de Mérovée peut se traduire par « fameux au combat » ou « combattant réputé ». Il proviendrait du francique mare, méere « réputation », « message » et vech « bataille », « combat ». Dans son livre Frédégonde et Brunehaut, s'appuyant sur la chronique de Frédégaire, Marcel Brion avance la signification « né de la mer ».

### Une existence incertaine
Peu de documents attestent l'existence de Mérovée. Grégoire de Tours dans ses Dix Livres D'Histoire lui concède une brève référence et en fait le descendant possible de Clodion le Chevelu : « Certains prétendent que de sa lignée est sorti le roi Mérovée […] ».
Une légende, relatée à une époque plus tardive — la chronique de Frédégaire (III, 9) en parle au VIIe siècle — entretient le doute quant à la réelle existence de Mérovée : sa mère, l'épouse du roi Clodion, déjà enceinte, fut séduite par une « bête de Neptune semblable au Quinotaure » alors qu'elle se baignait dans l'océan. Enceinte une deuxième fois, les deux sangs se mélangèrent pour donner naissance à une nouvelle dynastie dont les membres étaient investis de grands pouvoirs et d'une aura de magie et de surnaturel, caractéristique des Mérovingiens.
Certains historiens se réfèrent au vieil allemand supérieur pour faire de Mérovée un personnage mythologique qui serait le fils de la mer (mari en Franc), c'est-à-dire un dieu ou un demi-dieu que les Francs honoraient avant leur conversion au christianisme. Selon Godefroid Kurth, « Tous les peuples primitifs ont cru à l'origine surnaturelle de leur dynastie. Leurs rois étaient les descendants des dieux : c'était leur principal titre à l'obéissance des guerriers, c'était aussi le plus beau titre de noblesse de la nation elle-même ».
Il a également été suggéré que Merowig soit une référence à la Merwede, une rivière néerlandaise dont le cours initial correspondait, si l'on en croit les historiens romains[réf. souhaitée], à l'aire dans laquelle résidaient alors les Francs saliens. Là encore, l'étymologie ne semble pas corroborer cette thèse.
Enfin, en se fondant sur une nouvelle interprétation de deux généalogies royales des IXe et Xe siècles (dites généalogies A et B), l'historien Étienne Renard pose le postulat que la généalogie B ne retient que la patrilignée, faisant de Chlodebaude le père de Childéric Ier et de Clodion son grand-père paternel (Chlodius genuit Chlodebaudum. Chlodebaudus genuit Chlodericum). Il en résulte que les trois noms supplémentaires repris dans la généalogie A désigneraient les ascendants en ligne maternelle de Childéric Ier. Ainsi Chlodebaude, fils de Clodion, aurait épousé Genildis, fille de Childéric, de la lignée royale des Merowingi (Merowinga en francique), ou descendants de Mérovée. Plutôt que le grand-père de Genildis ce Mérovée serait l’ancêtre éponyme fondateur de la lignée, l'auteur précisant que « Mérovée est en effet un personnage évanescent, dont le nom n’est associé à aucun fait d’armes, à aucun événement historique ».

### Une existence envisageable

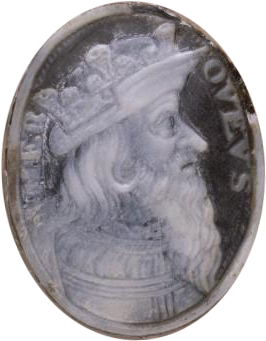
Camée du XVIe siècle représentant Mérovée de profil, à droite. Bibliothèque nationale de France.

L'existence de Mérovée ne serait pas à exclure. Une généalogie austrasienne réalisée entre 629 et 639 mentionne que « Chloio est le premier roi des Francs. Chloio engendre Glodobode. Ghlodobedus engendre Mereveo. Mereveus engendre Hilbricco. Hildebricus engendre Genniodo. Genniodus engendre Hilderico. Childericus engendre Chlodoveo… ». Pour le généalogiste Christian Settipani, il s'agirait d'une liste de rois saliens dans laquelle les filiations auraient été établies postérieurement à sa constitution. La généalogie serait ainsi à corriger de la manière suivante : « Clodion engendre Clodebaud et Mérovée. Mérovée engendre Childéric… ». Mais l'historien Jean-Pierre Poly estime pour sa part que si Mérovée (Merow'ih) est le fils de Chlodebaude (Hl'udbead), marié en 435, il aurait difficilement pu avoir pour fils Childéric (Hildrih), lui même roi vers 456. Il en déduit que Mérovée (Merow'ih) est le surnom de Chlodebaude (Hl'udbead), fils de Chlodion (Hl'udio).
Priscus fait allusion à des événements qui se produisirent dans un royaume franc à l'époque de Mérovée : « Le prétexte d'Attila pour sa guerre contre les Francs fut la mort de leurs rois et la dissension qui s'éleva entre ses fils pour la suprématie. L'aîné décida de s'allier à Attila, cependant que le second se tournait vers Aetius. Nous rencontrâmes ce dernier lorsqu'il vint en ambassade à Rome. Son visage était encore recouvert d'un duvet, et sa chevelure blonde était si longue qu'il en faisait des tresses. Aetius en fit son fils adoptif et, tout comme l'empereur, le combla de présents et le renvoya comme un ami et un allié ». Les historiens sont partagés sur la question de savoir si Mérovée est l'un des protagonistes de ce récit :
- certains comme Erich Zöllner pensent que comme le royaume des Francs rhénans se trouve sur le chemin d'Attila, au contraire de celui des Francs saliens, ce passage concerne des rois des Francs rhénans[17] ;
- d'autres comme Émilienne Demougeot pensent que Mérovée est le roi mort en 451 et son fils Childéric est le fils adoptif d'Aetius[18] ;
- enfin, Christian Settipani estime que, si on considère que le fragment s'applique aux Francs saliens, ce dont il n'est pas sûr, chronologiquement, Clodion est le roi mort en 451 et Mérovée est le fils allié de Rome[19].

Qu'il soit l'un des princes francs mentionné par Priscus ou non, Mérovée se serait installé en Gaule belgique, dans la région du Brabant et aurait établi sa résidence à Tournai.
Il semble admis que liés par un fœdus avec l'Empire romain, les Francs Saliens ont combattu aux côtés du général romain Aétius à la bataille des champs Catalauniques, (une plaine près de Châlons-en-Champagne et de Troyes), en 451. Les sources ne précisent toutefois pas qui les a menés au combat. Si les Francs ont subi de lourdes pertes lors d’un engagement préliminaire contre les Gépides, l’Histoire n’en dit rien de plus, alors qu'elle a retenu la mort de Théodoric Ier, roi des Wisigoths, tué le lendemain dans la bataille. Peut-être la renommée des chefs francs n'était-elle pas suffisante comparée à celle d'un roi. De fait, il n'est fait mention de Mérovée ni pendant les combats, ni après. Rien ne permet donc d'affirmer qu'il a conservé le commandement des Francs Saliens après la victoire, s'il l'a jamais eu.
Il est également troublant que ce soit Clodion qui ait légué son nom à une lignée, du très énigmatique Chlodebaude à Clotaire II, en passant par Clovis, Clodomir et Clotaire Ier. Childéric Ier donne à son fils Clovis (*Hlodwig) un nom dont le radical hlod l'affilie à son grand-père Clodion (voire à Chlodebaude), en dépit d'une référence mineure à Mérovée (dans le suffixe wig, vech). Certes, Chilpéric Ier prénommera son premier fils Mérovée et Clotaire II en fera de même. Mais il s'agit de références tardives à un ancêtre déjà lointain, illustrant plus l'appartenance à une lignée.
Pour finir, Grégoire de Tours mentionne dans son Histoire des Francs l'épisode de l'exil de huit années de Childéric Ier en Thuringe, survenu entre 450/451 et 457/458. Il précise qu'à cette occasion, les Saliens choisissent de se ranger sous l’autorité du général romain Aegidius.
En définitive, ces dates laissent peu de place à un règne de Mérovée, entre deux rois à l'historicité démontrée, Clodion et Childéric Ier. S'il ne peut être exclu qu'il ait combattu à la bataille des champs Catalauniques, rien n'explique, sauf à ce qu'il y ait trouvé la mort, qu'il disparaisse ensuite des chroniques et ne joue plus aucun rôle politique. Le constat est d'ailleurs le même pour ce qui concerne Chlodebaude.
Qu'il se soit nommé Mérovée ou Chlodebaude, le père de Childéric Ier n'est associé à aucun événement historique de manière vérifiable. Il est en revanche indiscutable que ce dernier était devenu un personnage important en Gaule romaine du Nord ; en témoigne la fibule cruciforme en or retrouvée dans sa tombe, « une distinction qu'il avait certainement reçue de l'empereur avec le paludamentum » (K.-F Werner). De là, peut-être, le besoin de s'inscrire dans la lignée prestigieuse d'un ancêtre éponyme lointain.

## Allusions dans la culture populaire

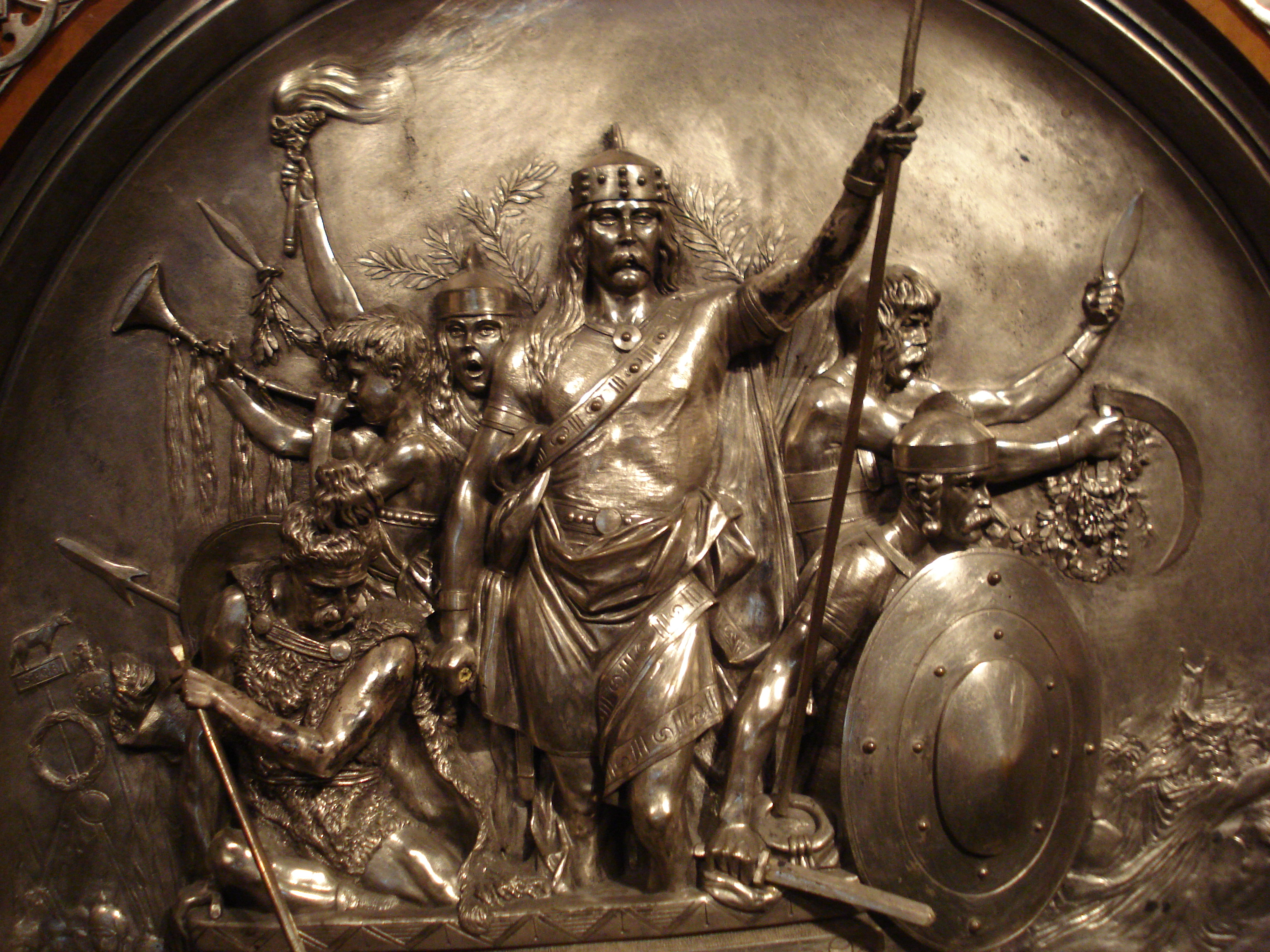
Victoire du Roi Mérovée - Monture d'armoire en bronze argenté, Emmanuel Frémiet, 1867. Metropolitan Museum of Art.

La conception légendaire de Mérovée constitue la source de L'Énigme sacrée. Dans cet essai paru en 1982, Henry Lincoln, Michael Baigent et Richard Leigh conjecturent que l'origine mythologique du roi des Francs cacherait une filiation entre Jésus Christ et la dynastie des Mérovingiens. Cette théorie romanesque a été reprise en 2003 par Dan Brown dans son roman Da Vinci Code.
Par ailleurs, le personnage du « Mérovingien », joué par Lambert Wilson dans les films de science-fiction Matrix Reloaded et Matrix Revolutions, est présenté comme le détenteur d'un savoir inhérent aux puissantes intelligences artificielles (tels l'Oracle et le maître des clés (en)) qui ont choisi l'exil plutôt que d'être effacées par la Matrice. Programme informatique dévoyé, le Mérovingien s'apparente donc à l'un des membres d'une ancienne classe dirigeante défiant peu ou prou le système en place. Son « titre se réfère à la dynastie royale [franque] destituée qui, dans diverses théories complotistes, est censée détenir encore le pouvoir du Saint Graal ».

### Sources
« On rapporte également que Clodion, qui était alors un homme capable et très noble dans sa nation, a été roi des Francs ; il habitait dans la forteresse de Dispargum, qui est dans le territoire des Thuringiens. Dans ces contrées mais au midi, les Romains habitaient jusqu'au fleuve de la Loire. Au-delà de la Loire les Goths dominaient. Les Burgondes qui suivaient aussi la secte d'Arius habitaient de l'autre côté du Rhône qui coule près de la cité de Lyon. Quant à Clodion, il envoya des éclaireurs dans la ville de Cambrai, et quand tout fut exploré ; lui-même lui suivit ; il écrasa les Romains et s'empara de la cité où il ne résida que peu de temps, puis il occupa le pays jusqu'au fleuve de la Somme. Certains prétendent que de sa lignée est sorti le roi Mérovée, de qui Childéric fut le fils. »

— Grégoire de Tours, Histoire des Francs, livre II, IX, 592 - traduction Robert Latouche.

« Je crois d'ailleurs à l'historicité du personnage de Mérovée. Sans doute, on aurait pu l'inventer pour rendre compte du nom dynastique. Sans doute, ceux qui lui refusent une existence historique peuvent arguer de ce qu'il n'apparaît nulle part dans l'histoire des Francs, excepté dans ce passage-ci, qui est emprunté à une légende mythologique. Mais ces raisons ne suffisent pas pour l'écarter. »

— Godefroid Kurth, Histoire poétique des Mérovingiens, 1893, VI, p. 156.